# Christian Batliner
Pour les articles homonymes, voir Batliner.
Christian Batliner, né le 7 septembre 1968, est un membre du Landtag du Liechtenstein, du parti Parti progressiste des citoyens (Fortschrittliche Bürgerpartei). Il a été élu en 2009.
Il vit actuellement à Triesen.